# Christian Serratos
Christian Serratos (Pasadena, 21 de Setembro de 1990) é uma atriz e modelo norte-americana, conhecida pelo papel de Rosita Espinosa em The Walking Dead. Participou também da Saga Crepúsculo, interpretando Angela Weber. Em 2020, protagonizou a Série biográfica da Netflix Selena. 

## Biografia
Nascida em Pasadena, Califórnia. Com o apelido de Laura e criada em Burbank, é filha de uma designer de joias de ascendência mexicana e de um operário da construção civil de ascendência italiana. Começou a andar de skate aos 3 anos e competiu ao longo dos anos. Aos 7 anos, assinou com a agência Ford Modelos.

## Carreira
Foi enquanto visitava seu pai em lotes de estúdio quando criança que ela teve seu primeiro contato com uma vida na frente das câmeras;  na ocasião, ela seria colocada para trabalhar, servindo como ator de fundo em programas como The Drew Carey Show e Coach.  Em 2004 aos 14 anos , Serratos interpretou Suzie Crabgrass na série Ned's Declassified School Survival Guide da Nickelodeon, que estreou em 2004 e terminou em 2007 após três temporadas , com 54 episódios . Ela aparece em 44 deles . Entre 2005 a 2007 ela fez pequenas aparições em séries , como Zoey 101 ,Hannah Montana e 7th Heaven. Em 2006 estrelou no filme original do Disney Channel , Cow Belles . Em 2008 foi escalada como Angela Weber na crepúsculo . O papel de Serratos como Ângela Weber em Crepúsculo lhe rendeu o prêmio de "Jovem Atriz Coadjuvante" na categoria Melhor Performance em um Longa-Metragem no 30º Young Artist Awards . Serratos reprisou o papel nas sequências de Crepúsculo, A Saga Crepúsculo: Lua Nova e A Saga Crepúsculo: Eclipse. Em 2011, ela apareceu no vídeo do The Black Keys para a música "Howlin 'for You" , no episódio piloto de American Horror Story :Murder House e teve um papel recorrente em The Secret Life  of the American Teenager como Raven . Ela interpretou a personagem recorrente de Rosita Espinosa na quarta temporada da série The Walking Dead ,  fazendo sua primeira aparição no final do décimo episódio, "Inmates".  sua personagem Rosita  foi elevada para regular na série na quinta temporada, e foi adicionada aos créditos principais da série na sétima temporada , onde permanece atualmente . Em agosto de 2019 ela foi escalada pela Netflix para interpretar Selena Quitanilla em Selena: A Série , que estreiou em 4 de dezembro de 2020 .

## Vida pessoal
Desde 2014, mantém um relacionamento com o músico David Boyd, com quem tem uma filha chamada Wolfgang nascida em 2017.

### Ativismo
Christian é vegana e ativista pelos direitos dos animais. Posou em várias campanhas da PETA para promover o estilo de vida vegano.

### Aparições
Ela ficou em 65º lugar na lista "Hot 100" da Maxim para 2010. [12]  Na edição de março de 2015 da revista Playboy, Serratos foi destaque na seção "After Hours".  Em 2020 , foi capa da Voguee uma das apresentadoras do American Music Awards no mesmo ano .

## Filmografia

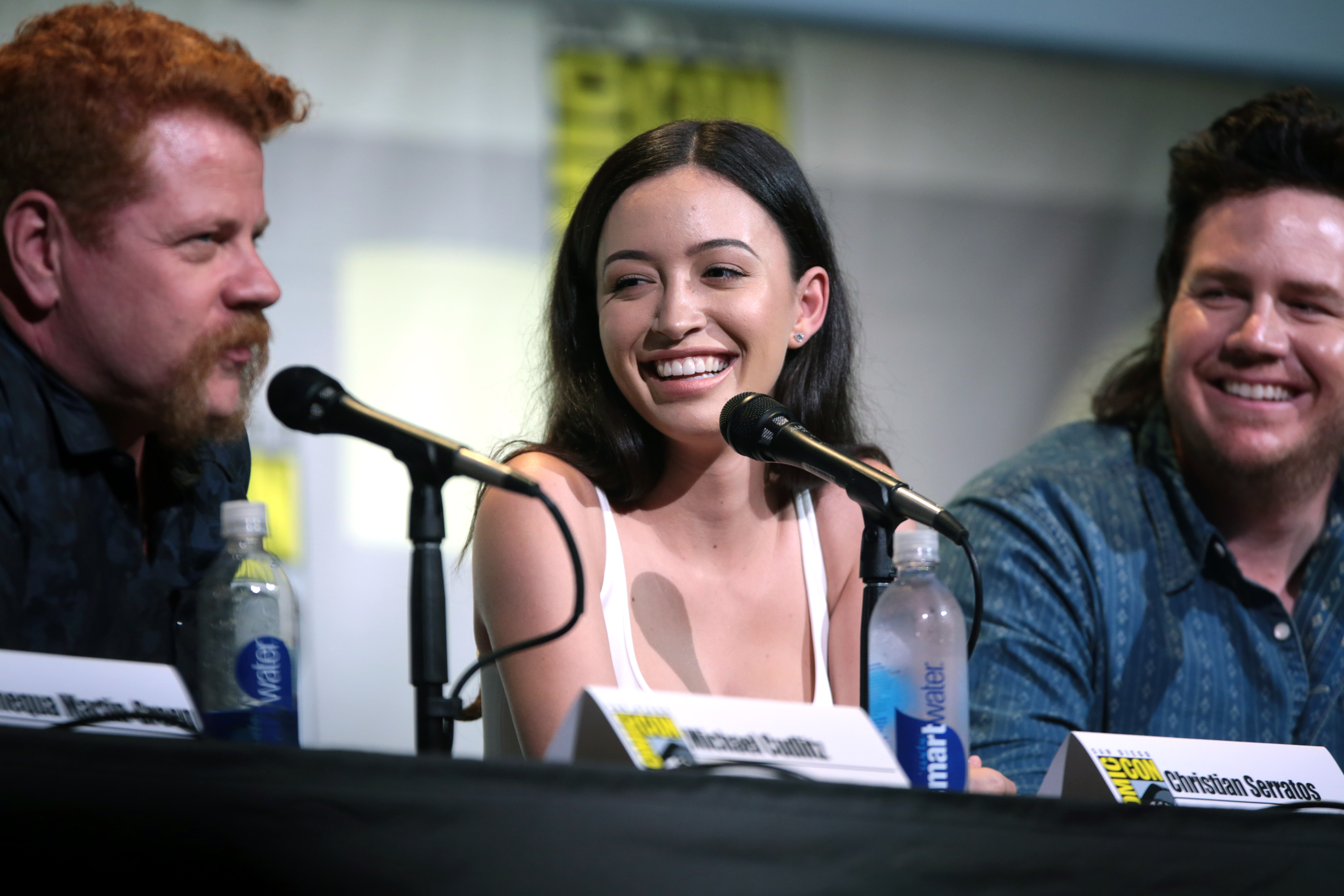
Christian Serratos, Josh McDermitt e Michael Cudlitz em 2016

### Cinema
| Ano  | Filme                                  | Personagens    | Notas          |
| ---- | -------------------------------------- | -------------- | -------------- |
| 2006 | Cow Belles                             | Heather Pérez  |                |
| 2008 | Crepúsculo                             | Angela Weber   |                |
| 2009 | A Saga Crepúsculo: Lua Nova            | Angela Weber   |                |
| 2010 | A Saga Crepúsculo: Eclipse             | Angela Weber   |                |
| 2011 | A Saga Crepúsculo: Amanhecer - Parte 1 | Angela Weber   |                |
| 2012 | A Saga Crepúsculo: Amanhecer - Parte 2 | Angela Weber   | Apenas Crédito |
| 2013 | Pop Star                               | Roxie Santos   |                |
| 2014 | Flight 7500”                           | Raquel Mendoza |                |

### Televisão
| Ano       | Titulo                                    | Personagens             | Notas                                                                                                 |
| --------- | ----------------------------------------- | ----------------------- | --- |
| 2004-2007 | Ned's Declassified School Survival Guide  | Suzie Crabgrass         | Recorrente ; 44 episódios                                                                             |
| 2005      | Zoey 101                                  | Garota #1               | Episódio “ School Dance”                                                                              |
| 2007      | Hannah Montana                            | Alexa                   | Episódio “ The Idol side of me “                                                                      |
| 2007      | 7th Heaven”                               | Recepcionista           | Episódio “ Broken Hearts and Promisses “                                                              |
| 2011      | American Horror Story: Murder House”      | Becca                   | |
| 2011-12   | The Secret Life of the American Teenager” | Raven                   | recorrente ; 9 episódios                                                                              |
| 2013-22   | The Walking Dead”                         | Rosita Espinosa         | Recorrente temporada 4 ; Also Starring temporada 5 -6 ; principal temporada 7-presente ; 76 episódios |
| 2020-2021 | Selena: A Série                           | Selena Quitanilla-Perez | Protagonista                                                                                          |
| 2022      | Love, Death & Robots                      | soldado                 | 1 episódio ; 3x3                                                                                      |

## Prêmios e indicações
| Ano  | Prêmio                   | categoria                                                      | Papel                                    | resultado |
| ---- | ------------------------ | -------------------------------------------------------------- | ---------------------------------------- | --------- |
| 2007 | 29th Young Artist Awards | Melhor Performance de Série de TV - Atriz jovem recorrente     | Ned's Declassified School Survival Guide | Indicado  |
| 2009 | 30th Young Artist Awards | Melhor Performance de Longa-Metragem - Jovem Atriz Coadjuvante | Crepúsculo                               | Venceu    |
| 2020 | CinEuphoria Awards       | Mérito - Prêmio Honorário                                      | The Walking Dead                         | Venceu    |
| 2021 | Imagen Awards            | Melhor Atriz - Série de drama                                  | Selena: A Série                          | Indicado  |